# Фёдоров, Александр Анатольевич (бодибилдер)
Александр Анатольевич Федоров (род. 6 мая 1978 года, Ленинград, СССР) — российский бодибилдер, чемпион мира среди юниоров (1998), абсолютный чемпион Европы (2003), абсолютный чемпион России. Мастер спорта международного класса. Профессиональный культурист.

## Биография
Родился в Ленинграде 6 мая 1978 года. Отец — Анатолий Федоров был культуристом, выступал на соревнованиях в Ленинграде, Эстонии и Литве. Подростком занимался вольной борьбой, футболом и тхэквондо.
Весной 1994 года дебютировал на Кубке Санкт-Петербурга в специально введенной категории для юношей до 16 лет. Осенью стал чемпионом Санкт-Петербурга и России в категории до 80 кг среди юношей.
Осенью 1997 года в открытом чемпионате Германии «German Open» занял первое место, что принесло ему известность в Европе и прозвище «Русский Арнольд». Той же осенью впервые стал чемпионом Санкт-Петербурга в категории свыше 90 кг и выиграл абсолютное первенство среди мужчин. Впервые стал абсолютным чемпионом России среди юниоров.
Осенью 1998 года первым из россиян победил на чемпионате мира среди юниоров в Испании в категории свыше 80 кг.
На чемпионате Европы 1999 года среди мужчин, проходившем в Испании, занял второе место в категории свыше 90 кг, но затем этот результат был аннулирован из-за дисквалификации.
В 2000 году Фёдорову разрешили участвовать во внутрироссийских турнирах, но после относительно неудачного старта на Кубке Санкт-Петербурга он прекратил тренировки.
В 2002 году получает предложение от президента Профессиональной Лиги бодибилдинга и фитнеса (ПЛБФ) Сергея Никешина вернуться в соревновательный бодибилдинг и подготовиться к чемпионату Европы. Его соревновательный вес достиг 130 килограммов, он стал абсолютным победителем Кубков Санкт-Петербурга и России. На чемпионате Европы в Санкт-Петербурге при весе в 120,7 кг победил в категории свыше 95 кг и выиграл абсолютное первенство.
За неделю до турнира «Гран-При Байкал» в начале августа 2003 получил тяжелую травму — полный отрыв правой грудной мышцы. Тем не менее вновь стал абсолютным чемпионом Санкт-Петербурга и России, выиграл турниры «Кубок Атлантов», «Гран-при Iron World» и «Гран-При IronMan». На профессиональном турнире «Гран-При России» в конце октября в Москве. занял третье место. После этого подписал контракт с производителем спортивного питания компанией «Universal» и с журналом по бодибилдингу «Flex». С интервалом в восемь месяцев дважды появлялся на обложке журнала.
В 2004 году стал вторым на Гран-При России.
Постоянные выступления с травмой привели к полному разрыву сухожилия грудных мышц. Фёдоров перенёс 5-часовую операцию.
На турнире «Мистер Олимпия» 2005 года не попал в число 15 лучших. Принял участие в нескольких турнирах и прекратил тренировки. С 2009 года, потеряв в массе до 95 кг, начал подготовку к старту в автогонках, тренируясь у Александра Львова.
В 2014 году на профессиональном турнире «Гран-При Фитнес Хауз» занял седьмое место. Занял третье место на конкурсе Orlando Pro в 2015 году.

## Личная жизнь
С 2001 года женат на Наталии Федоровой. Трое детей в браке.

## История выступлений
| Год  | Соревнование                     | Место                              |
| ---- | -------------------------------- | ---------------------------------- |
| 2016 | Нордик Про 2016                  | 7 место.                           |
| 2016 | Арнольд Классик Европа 2016      | 16 место.                          |
| 2016 | Гран При Балтимор 2016           | 9 место.                           |
| 2015 | Нордик Про 2015                  | 11 место.                          |
| 2015 | Прага Про 2015                   | 14 место.                          |
| 2015 | Арнольд Классик Европа 2015      | 12 место.                          |
| 2015 | Нью-Йорк Про 2015                | 7 место.                           |
| 2015 | Орландо Про, Шоу чемпионов 2015  | 3 место.                           |
| 2014 | Гран-При Фитнесс Хауз ПРО 2014   | 8 место.                           |
| 2006 | Гран-При Голландия 2006          | 9 место.                           |
| 2006 | Гран-При Австрия 2006            | 10 место.                          |
| 2006 | Нью-Йорк Про 2006                | 18 место.                          |
| 2005 | Мистер Олимпия 2005              | 19 место.                          |
| 2004 | Гран-При Россия 2004             | 2 место.                           |
| 2003 | Гран-При Россия 2003             | 3 место.                           |
| 2003 | Чемпионат Европы 2003            | Абсолютный чемпион.                |
| 1998 | Чемпионат Мира 1998              | 1 в категории Юниоры—Тяжёлый вес   |
| 1997 | Открытый чемпионат Германии 1997 | Первое место.                      |
|      | Чемпионат России                 | неоднократный победитель и призёр. |

## В профессиональных рейтингах
| Место | Рейтинг                                                      | Дата рейтинга |
| ----- | ------------------------------------------------------------ | ------------- |
| 82    | Рейтинг мужчин профессионалов IFBB по бодибилдингу 2007 года | 01.01.2008    |
| 52    | Рейтинг мужчин профессионалов IFBB по бодибилдингу 2006 года | 25.12.2006    |